# Gazost
Gazost település Franciaországban, Hautes-Pyrénées megyében. Lakosainak száma 129 fő (2022. január 1.). Gazost Ourdon, Bagnères-de-Bigorre, Beaucens, Berbérust-Lias, Juncalas, Ourdis-Cotdoussan, Saint-Pastous és Vier-Bordes községekkel határos.

## Népesség
A település népességének változása:
| Lakosok száma | 143  | 138  | 134  | 126  | 125  | 123  | 122  | 125  | 129  |
|               | 2013 | 2015 | 2016 | 2017 | 2018 | 2019 | 2020 | 2021 | 2022 |